# Yi Mun-yol

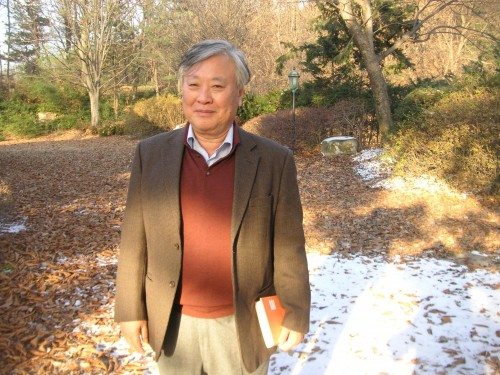
Yi Mun-yol, 2015

Yi Mun-yol (* 18. Mai 1948 in Seoul, Südkorea) ist ein südkoreanischer Schriftsteller. Yi gehört zu den bedeutendsten und meistgelesenen koreanischen Schriftstellern der Gegenwart. Seine Romane und Erzählungen sind in viele Sprachen übersetzt worden.

## Leben
Yi Mun-yol wurde kurz vor Ausbruch des Koreakrieges geboren. 1951 verließ der Vater die Familie und lief über in den Norden. Dies sollte Yis Biographie entscheidend prägen, denn die Familie war von da an politisch stigmatisiert und stand häufig unter polizeilicher Beobachtung, auch seine akademische Laufbahn wurde dadurch erschwert. Den Besuch der Oberschule in Andong brach er ab und holte nach einer Zeit der Obdachlosigkeit und längerer Krankheit seinen Abschluss nach. 1968 bestand er die Aufnahmeprüfung der Staatlichen Universität Seoul (Seoul National University) und studierte bis 1970 Koreanistik. 1970 verließ er die Universität, da er nicht mehr in der Lage war, seinen Posten als Tutor weiterhin zu behalten, der ihm die nötigen Lebensunterhaltskosten gesichert hatte. Er entschloss sich, Beamter zu werden. Er fiel aber mehrfach durch die dafür nötige Prüfung und begann schließlich 1973 seinen Militärdienst.
Nach der dreijährigen Wehrdienstzeit arbeitet er als Dozent und Journalist. 1977 gewann er den Literaturwettbewerb der Taegu Daily mit der Kurzgeschichte „Kennen Sie Nazaré?“ (나자레를 아십니까). Zwei Jahre später gewann er den Literaturwettbewerb der Dong-a Ilbo, mit seinem Kurzroman „Frontlied“. Im selben Jahr wurde „Der Menschensohn“ (사람의 아들) publiziert. 1979 hatte er mit der Erzählung „Saehagok“ (새하곡, 塞下曲) seinen Durchbruch als Schriftsteller. Er bekam den Preis für Nachwuchsschriftsteller und schuf weitere Erzählungen und Romane, die mehrfach ausgezeichnet wurden. In den folgenden Jahren veröffentlichte er „Flussmündung“ (하구), „Die süßen Tage unserer Jugend“ (우리 기쁜 젊은 날), „Jener Winter“ (그해 겨울), und das dreibändige Werk „Jugendjahre“ (젊은 날의 초상), und 1983 „Lethes Liebeslied“ (레테의 연가, 戀歌). 1988 folgte „Was fällt, hat Flügel“ (추락하는 것은 날개가 있다). Die frühen Werke, die sich dem Dilemma des Lebens und der Idee der romantischen Liebe befassten, waren vor allem bei jüngeren Lesern sehr populär.
Von 1994 bis 1997 unterrichtete er koreanische Sprache und Literatur an der Sejong University und ist seit 1999 Leiter des Puak Literaturzentrums. Yi Mun-yols literarische Arbeit wurde mehrfach mit Preisen ausgezeichnet. So erhielt er u. a. 1987 den Yi-Sang-Literaturpreis und 1992 den französischen Verdienstorden für Kultur und Literatur. Später baute er eine kleine Akademie auf, in der er Dichter ausbildet.

## Werke (Auszug)
- 사람의 아들 (Der Menschensohn) Seoul: Minŭmsa 1979
- 그해 겨울 (Winter in jenem Jahr) Seoul: Minŭmsa 1980
- (Du wirst nie heimkehren) Seoul: Minŭmsa 1980
- 젊은 날의 초상 (Jugendjahre) Seoul: Minŭmsa 1981
- 황제를 위하여 (Dem Kaiser) Seoul: Tonggwang 1982
- (Der Vogel mit goldenen Flügeln) Seoul: Tongsŏ Press 1983
- 레테의 연가 (戀歌) (Liebeslied von Lethe) Seoul: JoongAng Ilbo 1983
- 영웅시대 (Zeitalter des Helden) Seoul: Minŭmsa 1984
- 아가 (雅歌) (Heldengesang) Seoul: The Open Books 1987
- 추락하는 것은 날개가 있다 (Was fällt, hat Flügel) Seoul: Chayu munhaksa 1988
- 여우사냥 (Die Fuchsjagd) Seoul: Sallim 1995
- 선택 (Auswahl) Seoul: Minŭmsa 1997

### Verfilmungen
- 근초고왕 (König Kŭnch'ogo) 2010
- 굿바이 서울 신파 (Goodbye Seoul Sinp'a) 1993
- 우리들의 일그러진 영웅 (Der entstellte Held) 1992
- 젊은 날의 초상 (Jugendjahre) 1990
- 황제를 위하여 (Dem Kaiser!) 1989
- 추락하는 것은 날개가 있다 (Alles was fällt, hat Flügel) 1989
- 구로 아리랑 (Kuro Arirang) 1989
- 레테의 연가 (Retes Liebeslied) 1987
- 다른 시간 다른 장소 (Zu einer anderen Zeit, an einem anderen Ort) 1983
- 안개 마을 (Dorf im Nebel) 1982
- 사람의 아들 (Der Menschensohn) 1980

### Übersetzungen

#### Deutsch
- Der entstellte Held. Pendragon, Bielefeld 1999, ISBN 3-929096-73-0, 1992 verfilmt
- Jugendjahre. Pendragon, Bielefeld 2004, ISBN 3-934872-74-3
- Dem Kaiser! Wallstein Verlag, Göttingen 2008, ISBN 978-3-8353-0362-1
- Der Vogel mit goldenen Flügeln. Bonn: Bouvier Verlag Herbert Grundmann 1986
- Das Schwein des Philon. In: die horen. Zeitschrift für Literatur, Kunst und Kritik, 41. Jg., 4/96
- Der Dichter (kor. 시인) Frankfurt a. M.: Suhrkamp 2010
- Der Menschensohn. Ostasien Verlag, Großheirath 2017, ISBN 978-3-946114-36-9

Einige seiner Erzählungen stehen in Sammelwerken zur Verfügung, u. a.:
- Befestigter Gesang. In: Friedhelm Bertulies (Hrsg.): Die Sympathie der Goldfische. Neue Erzählungen aus Südkorea. Suhrkamp, Frankfurt am Main 2005, ISBN 3-518-41719-3
- Der Vogel mit goldenen Flügeln. in: Kuh, K.S. (Hrsg.): Koreanische Literatur III, Bouvier Verlag, Bonn 1986, ISBN 3-416-01965-2

#### Englisch
- Hail to the Emperor! Seoul: Si-sa-yong-o-sa 1986
- The Poet London: The Harvill Press 1995
- Our Twisted Hero Seoul: Minumsa 1995
- The Golden Phoenix: Seven Contemporary Korean Short Stories Boulder: Lynne Rienner 1999
- An Appointment with My Brother Seoul: Jimoondang 2002
- Twofold song Seoul: Hollym 2004

#### Spanisch
- El poeta Barcelona: Editorial Norma 1994
- Nuestro frustado héroe Madrid: Editorial Universidad Complutense 1995
- El poeta Barcelona: Ediciones B 2000
- El Invierno de aquel año Barcelona: Ediciones B 2002

#### Französisch
- L’hiver cette année-là Arles: Actes Sud 1990
- L’oiseau aux ailes d’or Arles: Actes Sud 1990
- Notre héros défiguré  Arles: Actes Sud 1990
- Chant sous une forteresse Arles: Actes Sud 1991
- Le Poète Arles: Actes Sud 1992
- Notre héros défiguré. L’oiseau aux ailes d’or. L’hiver cette année-là Arles: Actes Sud 1993
- Le fils de l’homme Arles: Actes Sud 1995
- Pour l’Empereur Arles: Actes Sud 1998
- L’ille anonyme Arles: Actes Sud 2003

#### Italienisch
- Il nostro eroe decaduto Firenze: Giunti 1992
- L’inverno di quell’anno Firenze: Giunti 1993
- Il poeta Firenze: Giunti 1993
- L’uccello dalle ali d’oro Firenze: Giunti 1993

#### Niederländisch
- De Dichter Meerbeke-Ninove: Meulenhoff 1996

#### Schwedisch
- Ett Ungdomsporträtt Stockholm: Tranan 2001

## Auszeichnungen
- 1979: 오늘의 작가상 (Autorenpreis von heute)
- 1982: 동인문학상 (Tongin-Literaturpreis)
- 1983: 대한민국문학상 (Literaturpreis der Republik Korea)
- 1984: 중앙문화대상 (Chungang Kulturpreis)
- 1987: Yi-Sang-Literaturpreis
- 1992: 프랑스 문화예술공로훈장 수훈장 (Französischer Verdienstorden für Kunst und Kultur)
- 1992: 대한민국 문화예술상 (Kunst- und Kulturpreis der Republik Korea)
- 1992: 현대문학상 (Preis für zeitgenössische Literatur)
- 1998: 21세기문학상 (21.-Jahrhundert-Literaturpreis)
- 1999: Ho-Am-Preis
- 2009: 대한민국예술원상 (Kunstpreis der Republik Korea)
- 2012: 동리문학상 (Tongni-Literaturpreis)